# Cabo Vidni
El cabo Vidni (del ruso: Видный) es un cabo situado en la orilla nordeste del mar Negro, en el microdistrito de Josta del distrito homónimo de la unidad municipal de la ciudad-balneario de Sochi, en el krai de Krasnodar del sur de Rusia.
Su nombre, que significa "visible", deriva de la vistosa posición que ocupa en la línea del litoral en sus alrededores. Separa la bahía Tijaya de la desembocadura del río Josta y la bahía homónima. Es una formación rocosa cubierta de bosques de coníferas separada del valle del Josta por el curso del arroyo Vidni.
Es mencionado desde la Antigüedad. En la Edad Media se construyó sobre una de las vertientes del promontorio que forma el cabo una iglesia cristiana. En los alrededores del cabo, hacia el monte Mali Ajún se halla el cementerio de Josta. En época soviética en el promontorio se hicieron tres túneles, uno ferroviario y dos para tránsito rodado. En su cumbre se halla el sanatorio Vidni mys y el Pobeda.
La cadena montañosa de la que forma parte el cabo continúa bajo el mar, y un lugar con una viva fauna de moluscos y pescado de roca, lo que lo convierte en un destino para el turismo submarinista.